# Dansmusik 2
Dansmusik 2 är ett samlingsalbum från 1995 med svenska dansband.

## Låtlista
1. Om du inte kommer hem ikväll - Shytts (Thoms Edström)
2. Vi ska vara tillsammans  - Chess Orkester (M.Kruczkowski-B.Glaas)
3. Ge en bukett med röda rosor - Tonix (M.Kruczkowski-B.Glaas)
4. Elvis sjöng för mig - Thorells (Seppo Härkönen)
5. Jag ser himmelen - Nordströms (Irene Widlund)
6. Du och ingen annan - Keith Almgrens orkester (Keith Almgren)
7. Duvan - Göran J. Lindås Band (K.Larsson-G.Olsson)
8. Kärleken ligger på lur - Juniors (T.Sandberg-G.Stehn)
9. Vem vill va min ängel - Chaps (M.Ohlsson-J.Mullo)
10. Kärlekens hav - Carina Jaarneks Orkester (C.Jaarnek-K.Almgren-L.Westmann)
11. Ett hjärtslag från dej - (K.Lösnitz)
12. Du måste skynda dig - Sea stars (Hans Rytterström)
13. Till dig - Bhonus (Hans Östh)
14. Lolita - Towe Widerbergs (Frogman-Åkesson-Sandström-Owen)
15. Den gamla goda tiden - Perikles (Michael Saxell)
16. The night has a thousand eyes - Thorleifs (B.Weisman-D.Wayne-M.Garett)
17. Marken blommar där du går - Swänzons (I. "Pling" Forsman-J.Nyman)
18. Söta lilla Lisa - Salut (Jan-Eric Karlzon-Kenth Larsson)
19. Det bästa i mitt liv - Kikki Danielsson (Mona Gustafsson)
20. När ska du va' hemma ikväll - Leif Hultgrens (Benny Andersson-B.Ulveus-Ingela Forsman)